# دروجبا (نيجني نوفغورود)
دروزهبا (بالروسية: Дружба) هي مدينة في مقاطعة نيجني نوفغورود أوبلاست في روسيا.
يبلغ عدد سكانها حوالي 4103 نسمة.